# Dub u Humlů
Dub u Humlů je památný strom v obci Raková jižně od Rokycan. Dub letní (Quercus robur) roste jako solitér v nadmořské výšce 480 m na soukromém pozemku u domu čp. 26. Jeho stáří je odhadováno na 200 let. Strom dosahuje do výšky 19 m, výška koruny je 13 m, obvod kmene 320 cm (měřeno 2007). Jde o pěstebně plnohodnotný strom s typickým habitem a charakteristickými znaky taxonu. Chráněn je od 28. dubna 2007 jako krajinná dominanta.